# Catedral metropolitana de San Fernando
La Catedral Metropolitana de San Fernando es la sede de la Arquidiócesis de San Fernando, Pampanga, Filipinas.
En 1755 una primera estructura de madera y techo de paja se construyó en este lugar por parte de los frailes agustinos bajo el patrocinio de San Fernando III, rey de Castilla. Fray Sebastián Moreno, fue su primer párroco. El 17 de octubre de 1757, la gente del pueblo solicitó al gobernador general exenciones de tributos que les permitieran construir la iglesia y el convento. Fue transferida al cuidado de los sacerdotes seculares en 1788.